# Ausreiseantrag

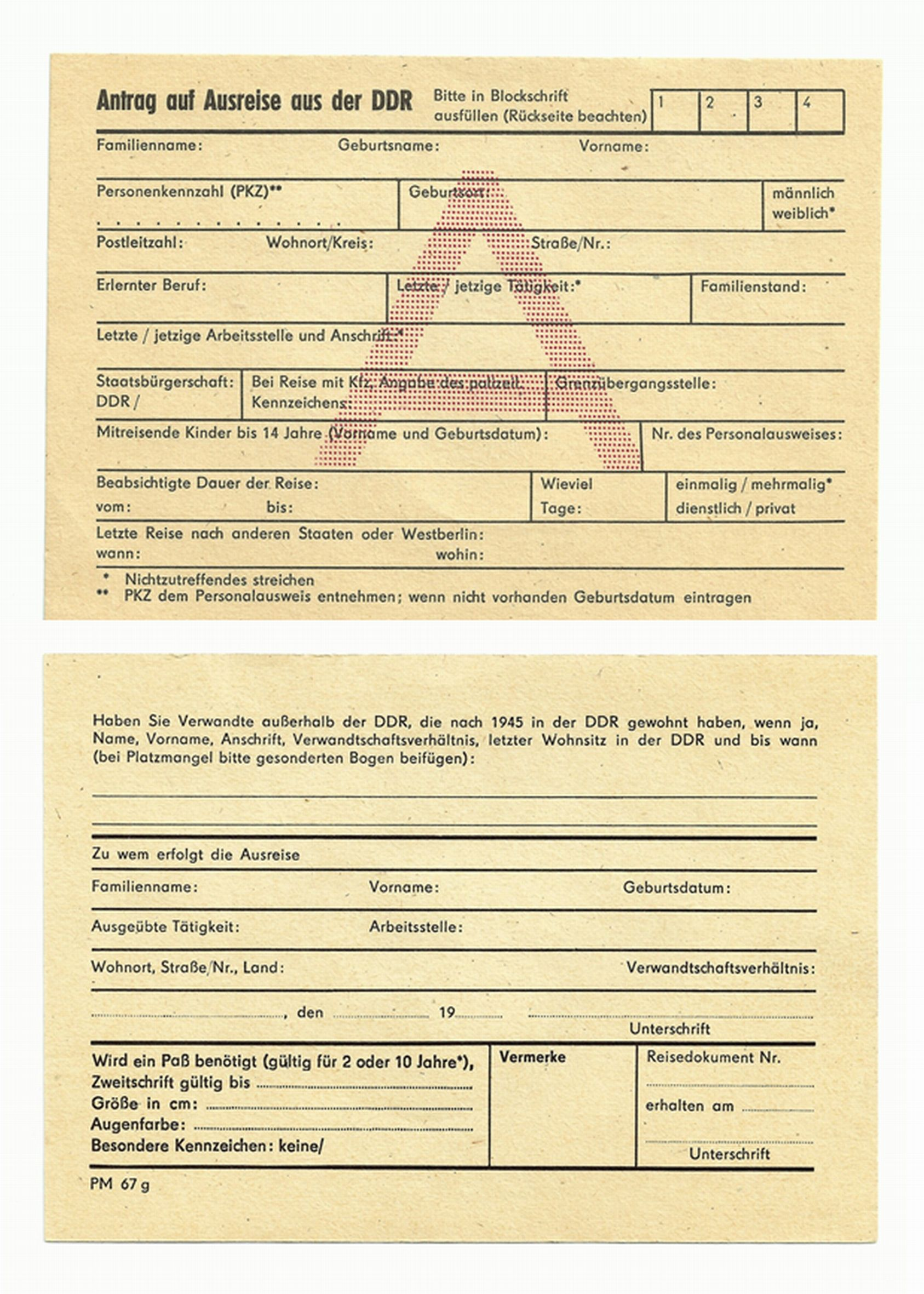
Zur Auswanderung aus der DDR musste im Antrag auf Ausreise aus der DDR bei den Angaben zur beabsichtigten Dauer der Reise die Variante „einmalig“ markiert werden

Ausreiseantrag war in der DDR ein gängiger Ausdruck für einen Antrag zur ständigen Ausreise aus der DDR. Mit einem derartigen Ausreiseantrag gab ein DDR-Bürger dem Staat die Absicht bekannt, dauerhaft außerhalb der DDR zu leben, also aus ihr auswandern zu wollen.
Um als DDR-Bürger diesen Staat legal zu verlassen, also die innerdeutsche Grenze oder die Berliner Mauer ohne eine riskante bis lebensgefährliche Flucht zu überwinden, bedurfte es eines genehmigten Ausreiseantrages. Jeder Versuch, der DDR ohne staatliche Zustimmung den Rücken zu kehren, war als „Ungesetzlicher Grenzübertritt“ strafrechtlich bedroht. Wer gefasst wurde, geriet in politische Haft.
Anders verhielt und verhält es sich bis heute in der Bundesrepublik Deutschland, wo zur Ausreise maximal ein Reisepass notwendig ist, der nur dann versagt oder entzogen werden kann, wenn eine Gefährdung erheblicher Belange des Staates zu befürchten ist, oder die Gefahr besteht, dass man sich der Strafverfolgung oder Strafvollstreckung entzieht. In diesem Sinne verwehrte die DDR-Regierung ihren Bürgern bis zum Mauerfall die Reisefreiheit grundsätzlich. Mit dem Mauerfall am 9. November 1989 endete die Ära der Ausreiseanträge.
Wer einen Ausreiseantrag in den Westen stellte, musste zum Teil mit langwierigen und harten Schikanen rechnen, bis hin zur strafrechtlichen Verfolgung und Inhaftierung. Aber es bestand tatsächlich die Möglichkeit, auf diese Weise die DDR zu verlassen. Die Ausreisebewegung war ein großes Problem für die DDR-Machthaber. Dazu wurden etliche geheime Befehle und Anordnungen erlassen. Obschon sich Antragsteller ab 1975 auf das zugesicherte Recht auf Freizügigkeit der von Erich Honecker unterzeichneten KSZE-Schlussakte von Helsinki beriefen, wurden sie als „rechtswidrige Übersiedlungsersucher“ diffamiert und mit massiven persönlichen, familiären und beruflichen Repressalien belegt.
Deutschen Staatsangehörigen und deutschen Volkszugehörigen, die ohne Genehmigung ihren Wohnsitz oder ständigen Aufenthalt in der sowjetischen Besatzungszone oder dem sowjetischen Sektor von Berlin verlassen hatten, wurde von der Bundesrepublik Deutschland nach dem Notaufnahmegesetz vom 22. August 1950 bis zu dessen Aufhebung am 1. Juli 1990 eine besondere Erlaubnis zum Aufenthalt im Westen Deutschlands erteilt.
Im Sprachgebrauch in der DDR wurden Personen, die einen Ausreiseantrag gestellt hatten, umgangssprachlich oft Ausreiser genannt.

## Antragstellung
Ein Antrag auf „ständige Ausreise“ in den Westen Deutschlands, also Auswanderung, war in den Gesetzen der DDR an sich nicht vorgesehen. Wenn ein Bürger einen solchen stellte, konnten die staatlichen Organe (Ausdruck für Behörden in der DDR) diesen allerdings nicht ignorieren, da er aus ihrer Sicht eine nicht akzeptable Absage an den in der DDR propagierten „real existierenden Sozialismus“ darstellte. Der Ausreiseantrag wurde oft mit einem Antrag auf Entlassung aus der DDR-Staatsbürgerschaft gemäß § 10 Staatsbürgergesetz verbunden.
Angenommen wurden die Anträge bei der Abteilung Inneres des Rates des jeweiligen Kreises oder Stadtbezirks. Diese Abteilungen handelten eng zusammen mit dem Ministerium für Staatssicherheit (MfS), das die Antragsteller beobachtete. Wartezeiten bis zur möglichen Genehmigung reichten von einigen Monaten bis zu einigen Jahren.
Von einer offiziellen Antragsannahme konnte hingegen keine Rede sein, wie vergleichbar im verwaltungsrechtlichen Sinne in der Bundesrepublik die Rede ist. Ausreiseanträge wurden als „Rechtswidrige Ersuchen – RWE“ bezeichnet und als solche zwar registriert, jedoch nicht im Sinne eines Verwaltungsverfahrens bearbeitet. Keinem einzigen Antragsteller wurde jemals ein schriftlicher Genehmigungs- oder Ablehnungsbescheid ausgehändigt.
Die geheime Anweisung des Ministeriums des Inneren (MdI) „Über die Bearbeitung und Entscheidung von Anträgen auf Übersiedlung von Bürgern der DDR in die BRD und nach West-Berlin“ schrieb den Mitarbeitern der Abteilungen Innere Angelegenheiten ein Verfahren vor, das für Außenstehende völlig undurchsichtig, intern aber streng formalisiert und abgeschottet war. Wer eine Übersiedlungsgenehmigung beantragte, wurde zu einer „Aussprache“ vorgeladen, in deren Verlauf seine Motive ausführlich zu ergründen und der Antrag als rechtswidrig abzuweisen waren. Antragsunterlagen wurden grundsätzlich erst dann entgegengenommen, wenn intern geklärt war, dass Aussicht auf Erfolg bestand.
Von vornherein aussichtslos waren Übersiedlungsanträge von aktiven oder ehemaligen Angehörigen bewaffneter Organe, sonstigen Geheimnisträgern und ihren Verwandten sowie Kindern und Ehegatten von „Republikflüchtigen“. Die Zurückweisung seines Gesuchs war dem Antragsteller grundsätzlich mündlich und ohne Gründe mitzuteilen. Sie sollte nicht unmittelbar vor oder nach gesellschaftlichen Höhepunkten bekanntgegeben werden und war zeitlich mit dem Volkspolizeikreisamt (VPKA) sowie der MfS-Kreisdienststelle (KD) abzustimmen, damit gegen den abgewiesenen Antragsteller Kontrollmaßnahmen eingeleitet werden konnten. Offenbar sollte vor allem „Demonstrativhandlungen“ wie Fluchtversuchen, Kurzschlussreaktionen usw. vorgebeugt werden.

## Rechtliche Grundlage
Manche Ausreisewillige beriefen sich bei der Antragstellung auf ihr Recht auf Freizügigkeit aus der KSZE-Schlussakte von Helsinki 1975 und/oder auf Artikel 13 der Allgemeinen Erklärung der Menschenrechte der UNO vom 10. Dezember 1948:

„1. Jeder hat das Recht, sich innerhalb eines Staates frei zu bewegen und seinen Aufenthaltsort frei zu wählen.

2. Jeder hat das Recht, jedes Land, einschließlich seines eigenen, zu verlassen und in sein Land zurückzukehren.“

Anträge auf dauerhafte Ausreise in westliche Länder wurden zunächst generell abgelehnt. Anträge auf vorübergehende Ausreise in diese Länder wurden nur Reisekadern gewährt. In seltenen Fällen wurde die Ausreise Personen, die in der DDR nicht mehr erwünscht waren, vorübergehend oder dauerhaft gestattet.

## Rentner
Rentner konnten für vier Wochen im Jahr in die Bundesrepublik reisen. Für sie galt eine Besuchsregelung. Daher mussten sie auch bei Übersiedlungsplänen keinen Antrag auf Ausreise stellen. Aufgrund der bundesdeutschen Gesetze (Anspruch auf Rente für jeden Deutschen im Sinne des Grundgesetzes, also auch für DDR-Bürger) und der mit der Rentenzahlung verbundenen ökonomischen Belastung für die DDR konnten ostdeutsche Rentner schnell und ohne Beschränkungen durch die DDR-Behörden in die Bundesrepublik übersiedeln. Der Bildungshistoriker Alexander-Martin Sardina führt dazu aus:

„In den offiziellen Verlautbarungen der SED und DDR-Gesetzen war grundsätzlich nur von »Werktätigen« die Rede, nicht von »jedermann« oder von »Bürgerinnen« bzw. »Bürgern«. Diese Wortwahl exkludierte explizit alle nicht arbeitenden Personen wie beispielsweise Schülerinnen bzw. Schüler, Studierende oder Rentnerinnen bzw. Rentner, die der DDR keinen wirtschaftlichen Nutzen brachten und darum als ökonomischer Ausfall bzw. als Kostenfaktor und nicht als gleichwertige Mitglieder der DDR-Gesellschaft von der SED definiert wurden.“

Diese Einschätzung seitens der SED sei der Grund, warum es seit 1964 keine strafrechtlichen, sondern nur finanzielle (Devisen/Valuta) Beschränkungen in der Reisefreiheit für Personen im Rentenalter gab, denn für die DDR-Führung bedeuteten Rentnerinnen bzw. Rentner, die von einer Reise ins westliche Ausland bzw. in die Bundesrepublik Deutschland nicht in die DDR zurückkehrten, eine Entlastung für die Rentenkasse (Eine Zahlung von Auslandsrenten seitens der DDR existierte weder ins sozialistische noch ins westliche Ausland).

## MfS und Folgen für die Antragsteller
Anträge auf dauerhafte Ausreise (Übersiedlung) vor dem Rentenalter hatten hingegen negative Folgen für den Antragsteller, die bis zum Verlust der Arbeitsstelle und/oder der Verhinderung von Bildungschancen reichten. Der Antrag konnte auch dazu beitragen, dass der Antragsteller beim MfS intern als Feindlich-negative Person eingestuft wurde.
Federführend für die Durchführung dieses Maßnahmenkataloges war die Zentrale Koordinierungsgruppe (ZKG) des MfS. Sie steuerte die Vorgehensweise aller anderen staatlichen Behörden, Betriebe und Einrichtungen (Politisch-operatives Zusammenwirken). Dabei wurde grundsätzlich ein sogenannter Operativer Vorgang angelegt mit dem Ziel, die gesamten Lebensumstände der „Zielperson“ zu ermitteln, um sie dann mittels einer individuell abgestimmten „Zersetzungsmaßnahme“, die über Jahre gehen konnte, zur Rücknahme des Ausreiseantrags zu veranlassen.
Dies war unabhängig davon, wie über den Ausreiseantrag entschieden wurde. Im Regelfall fand in der monate-, oft auch jahrelangen sogenannten Bearbeitungszeit eine soziale Benachteiligung aufgrund staatlicher Restriktionen statt. Die Behörden entzogen die Arbeitsstelle manchmal schon bei dem Ausreiseantrag eines Familienmitgliedes. Viele Ausreisewillige wurden sozial schikaniert und bewusst kriminalisiert. Fast immer wurde der Personalausweis eingezogen. Er galt laut seiner Beschriftung als „wichtigstes Dokument“ des DDR-Bürgers, das er „stets bei sich zu tragen“ und „auf Verlangen den Angehörigen der Sicherheitsorgane auszuhändigen bzw. anderen dazu berechtigten Personen vorzuzeigen“ hatte. Der Ausreiseantragsteller erhielt statt des Personalausweises einen sogenannten PM-12, im Volksmund „Klappkarte“ genannt, der zudem spezielle Beschriftungen trug.
„Nach der ab 1977 gültigen MdI-Ordnung 118/77 waren Antragsteller in kontinuierlich zu führenden Aussprachen von ihrem Vorhaben abzubringen. Dazu sollten in Abstimmung mit der SED, dem MfS und dem Betrieb des Antragstellers Bürger mit starker Überzeugung und hoher Autorität personenbezogen eingesetzt werden. Kritische Äußerungen des Antragstellers über die Einhaltung der Verpflichtungen aus der Schlußakte der Konferenz für Sicherheit und Zusammenarbeit in Europa konnten bereits zur Einschaltung der Kripo und des MfS führen. Die Aussprache bei der Abteilung Inneres war in diesem Fall bis zu einer Entscheidung des MfS über eine Inhaftierung fortzusetzen.“
„Mit seinem Befehl 6/77 zur ‚Vorbeugung, Verhinderung und Bekämpfung feindlichnegativer Handlungen im Zusammenhang mit rechtswidrigen Versuchen von Bürgern der DDR, die Übersiedlung nach nichtsozialistischen Staaten und Westberlin zu erreichen‘, ordnete Mielke an, Gesinnung, Charakter, Lebensgewohnheiten, berufliche Funktion, Motive und Verbindungen der Antragsteller umfassend aufzuklären. Alle dabei ermittelten Informationen sollten bei der 1975 im MfS gebildeten Zentralen Koordinierungsgruppe (ZKG) gebündelt werden. Ziel war die Verhinderung ‚feindlich-negativer Handlungen‘ unter ‚Ausschöpfung strafrechtlicher Mittel‘.“
In den letzten DDR-Jahren machten zahlreiche Ausreisewillige ihren Ausreiseantrag unter anderem durch weiße Bänder an den Autoantennen öffentlich. Dies führte bisweilen zu Verfolgungen wegen „unerlaubter Standartenführung“ durch die Volkspolizei. In Anlehnung daran nannte sich 1983 eine Jenaer Gruppe von Ausreisewilligen, die ihr Anliegen öffentlich machen wollten, Weißer Kreis. Außerdem erschien von Gerhard Schöne ein Lied mit dem Titel Das weiße Band.

## Folgen für die DDR

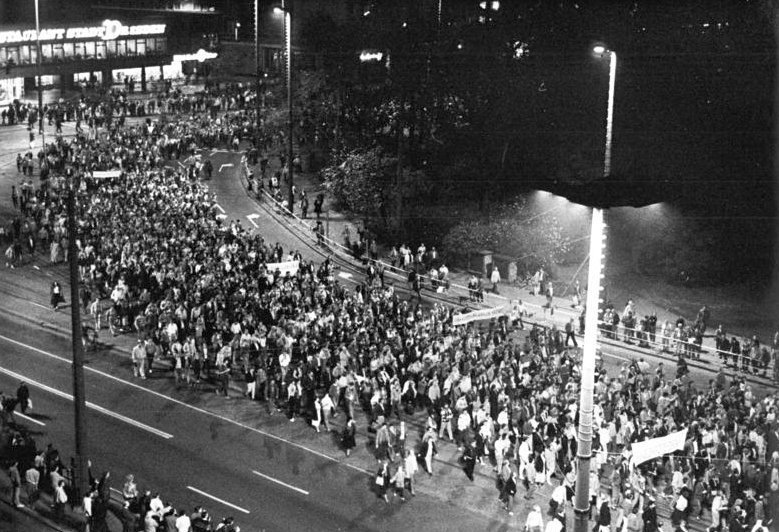
Leipziger Montagsdemonstration am 23. Oktober 1989

Kurzfristig bedeutete die Ausreise für die DDR eine Entlastung, denn unzufriedene Menschen verließen das Land, und die Zahlungen der Bundesrepublik von „Gebühren“ für Ausreisende sowie für die Ausreisen politischer Gefangener waren für den DDR-Staatshaushalt sehr wichtig. Langfristig aber überwogen die Nachteile:
- Die Anträge wurden nicht weniger, denn die Menschen erkannten, dass es einen mühsamen, aber realistischen Weg aus der DDR gab.
- Vor allem besser qualifizierte Menschen, nämlich Facharbeiter und Intellektuelle wie Ärzte, Ingenieure, Wissenschaftler und Künstler, verließen die DDR, so dass die Talentabwanderung als Mangel bemerkbar wurde.

Die Zahl der Ausreiseanträge wurde im Verlauf der 1980er Jahre immer größer. Die Beunruhigung darüber wurde groß genug, dass die Problematik auch in Propagandaliedern aufgegriffen wurde, unter anderem in dem Lied Wenn Leute unser Land verlassen des Oktoberklubs von 1988. In der alternativen Rockmusik der DDR wurden Titel veröffentlicht, die auf den Wunsch nach Ausreise anspielten, etwa Langeweile und Gib mir 'n Zeichen, zwei Titel von Pankow aus 1988. Im selben Jahr hatten in verschiedenen Städten der DDR Ausreisewillige („Antragsteller“) regelmäßige Demonstrationen begründet. Sie wurden für diese Aktivitäten meist mit Strafverfahren und Haftstrafen verfolgt. Durch ihre offene Haltung waren viele der Ausreisewilligen in der DDR-Gesellschaft Denunziationen und sozialer Ausgrenzung ausgesetzt. Die Montagsdemonstrationen des Jahres 1989 fußten zum Teil auf den Aktivitäten der Ausreisewilligen.

## Anzahl der Ausreisenden
Aus der DDR reisten von 1961 bis 1988 etwa 383.000 Menschen legal aus. Im selben Zeitraum verließen etwa 222.000 Menschen anderweitig die DDR:
- durch Flucht über die innerdeutsche Grenze,
- durch Freikauf aus der Haft,
- durch die Nicht-Rückkehr von einer genehmigten Reise

Nach Statistiken der „zentralen Koordinierungsgruppe Bekämpfung von Flucht und Übersiedlung“ der Staatssicherheit stellten von 1977 bis Mitte 1989 etwa 316.000 DDR-Bürger einen Erstantrag auf Ausreise, von denen knapp 93.000 diesen wieder zurücknahmen.
| Jahr         | Antragsteller (31.12.) | Erst-Antragsteller jährlich | Rücknahme Antragsteller jährlich | Zuwachs Antragsteller jährlich | Ausreisende insgesamt 2 jährlich |
| ------------ | ---------------------- | --------------------------- | -------------------------------- | ------------------------------ | -------------------------------- |
| 1977         |                        | 8,4                         | 0,8                              | 8,0                            | 3,5                              |
| 1978         |                        | 5,4                         | 0,7                              | 4,7                            | 4,9                              |
| 1979         |                        | 7,7                         | 4,3                              | 3,4                            | 5,4                              |
| 1980         | 21,5                   | 9,8                         | 4,7                              | 4,1                            | 4,4                              |
| 1981         | 23,0                   | 12,3                        | 5,0                              | 7,3                            | 9,2                              |
| 1982         | 24,9                   | 13,5                        | 6,5                              | 7,0                            | 7,8                              |
| 1983         | 30,4                   | 14,8                        | 5,6                              | 9,2                            | 6,7                              |
| 1984         | 50,6                   | 57,6                        | 17,3                             | 40,3                           | 29,8                             |
| 1985         | 53,0                   | 27,3                        | 11,3                             | 16,0                           | 17,4                             |
| 1986         | 78,6                   | 50,6                        | 10,8                             | 39,8                           | 16,0                             |
| 1987         | 105,1                  | 43,2                        | 12,8                             | 30,4                           | 7,6                              |
| 1988         | 113,5                  | 42,4                        | 11,7                             | 30,7                           | 25,3                             |
| 1989 (30.6.) | 125,4                  | 23,0                        | 1,4                              | 21,6                           | 34,6                             |
| Gesamt       |                        | 316,0                       | 92,9                             | 222,5                          | 176,2                            |

Im Jahr 1989, vor dem Fall der Berliner Mauer im November, konnten bis September nach Angaben Bernd Eisenfelds in seinem Aufsatz „Flucht und Ausreise, Macht und Ohnmacht“ etwa 102.000 Menschen die DDR verlassen. Alexander-Martin Sardina kommt zu differenzierten anderen Angaben in seinem Unterkapitel „Deutsch-deutsche Übersiedlungsstatistik für die Jahre 1949 bis 1989“ in seiner Dissertation: Demnach zählten die Erstaufnahmelager in der Bundesrepublik 343.854 DDR-Bürger, von denen 101.947 genehmigt in den Westen kamen. Nach DDR-Angaben waren es insgesamt 203.116 Personen im Wende-Jahr 1989.
Bis 1989 zahlte die Bundesrepublik Deutschland für 250.000 Personen, die die DDR mit einer Ausreisegenehmigung verlassen durften.